# PHF 2022/23
Die Saison 2022/23 der Premier Hockey Federation (PHF) war die achte und letzte Spielzeit der höchsten nordamerikanischen Fraueneishockeyliga. Die Liga wurde 2015 als National Women’s Hockey League gegründet und im Jahr 2021 in PHF umbenannt. Die Saison begann am 5. November 2022 und endete mit dem Isobel-Cup-Finale am 26. März 2023. Meister wurden die Toronto Six, die erstmals den Isobel Cup gewannen.

## Ligaentwicklung

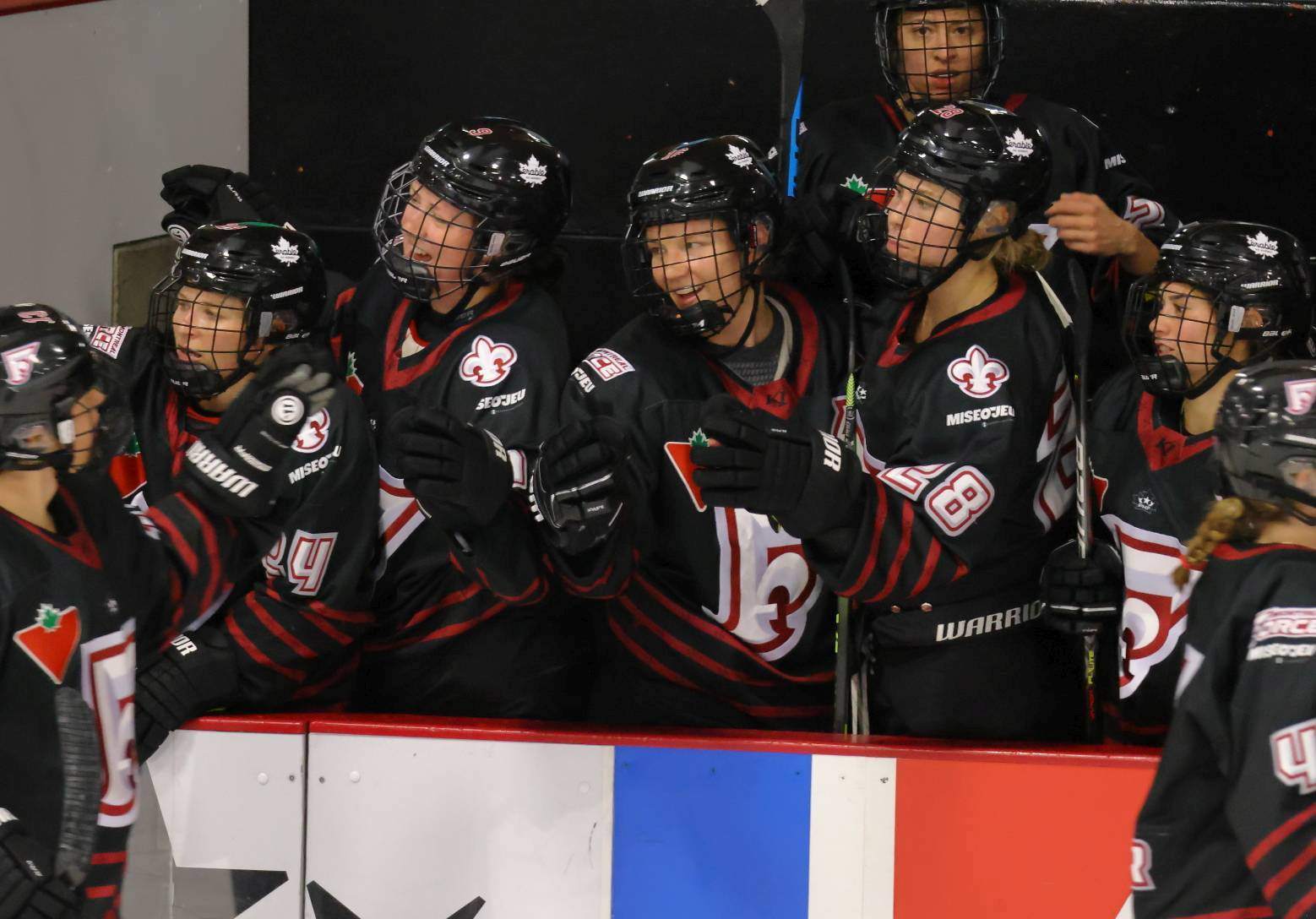
Spielerinnen der Montreal Force im Dezember 2022

Vor Saisonbeginn wurde mit der Montreal Force ein siebtes Franchise in die Liga aufgenommen. Die Mannschaft trug ihre Heimspiele in mehreren Städten der Provinz Québec aus, darunter Montreal, Québec und Rimouski.
Erstmals gehörten den Kadern der PHF-Teams mehr als 20 Spielerinnen aus Europa teil, darunter Spielerinnen aus Finnland, Tschechien, Schweden, Ungarn, Österreich und der Schweiz.
Die PHF kündigte Investitionen in Höhe von über 7,5 Millionen US-Dollar in Spielergehälter und Zusatzleistungen wie Krankenversicherungen an, was die größte Einzel-Investition in der Geschichte des professionellen Fraueneishockeys darstellte. Der Salary Cap lag in der Saison 2022/23 bei 750.00 US-Dollar.

## Modus
Die sieben Mannschaften absolvierten jeweils 24 Spiele in der regulären Saison. Die vier bestplatzierten Teams qualifizierten sich für die Playoffs um den Isobel Cup.

## Teams
- Boston Pride
- Buffalo Beauts
- Connecticut Whale
- Metropolitan Riveters
- Minnesota Whitecaps
- Montreal Force
- Toronto Six

## Reguläre Saison

### Tabelle
| Pl. |                       | Sp | S  | OTS | OTN | N  | Tore  | Punkte |
| --- | --------------------- | -- | -- | --- | --- | -- | ----- | ------ |
| 1.  | Boston Pride          | 24 | 15 | 4   | 1   | 4  | 92:52 | 54     |
| 2.  | Toronto Six           | 24 | 15 | 2   | 2   | 5  | 87:62 | 51     |
| 3.  | Connecticut Whale     | 24 | 13 | 1   | 2   | 8  | 83:66 | 43     |
| 4.  | Minnesota Whitecaps   | 24 | 10 | 0   | 3   | 11 | 58:66 | 33     |
| 5.  | Metropolitan Riveters | 24 | 8  | 3   | 0   | 13 | 64:79 | 30     |
| 6.  | Montreal Force        | 24 | 5  | 3   | 2   | 14 | 56:70 | 23     |
| 7.  | Buffalo Beauts        | 24 | 5  | 0   | 3   | 16 | 50:95 | 18     |

### Beste Scorerinnen
Quelle: eliteprospects.com; Abkürzungen: Sp = Spiele, T = Tore, V = Assists, Pkt = Punkte, SM = Strafminuten, +/− = Plus/Minus; Fett: Saisonbestwert
| Spielerin          | Team              | Sp | T  | V  | Pkt | SM |
| ------------------ | ----------------- | -- | -- | -- | --- | -- |
| Loren Gabel        | Boston Pride      | 22 | 20 | 20 | 40  | 4  |
| Kennedy Marchment  | Connecticut Whale | 24 | 17 | 18 | 35  | 6  |
| Jillian Dempsey    | Boston Pride      | 24 | 14 | 14 | 28  | 6  |
| Taylor Girard      | Connecticut Whale | 24 | 10 | 18 | 28  | 16 |
| Brittany Howard    | Toronto Six       | 20 | 16 | 10 | 26  | 10 |
| Shiann Darkangelo  | Toronto Six       | 24 | 12 | 13 | 25  | 16 |
| Emma Woods         | Toronto Six       | 24 | 10 | 13 | 23  | 6  |
| Jade Downie-Landry | Montreal Force    | 24 | 10 | 13 | 23  | 20 |
| Ann-Sophie Bettez  | Montreal Force    | 23 | 11 | 11 | 22  | 8  |
| Élizabeth Giguère  | Boston Pride      | 18 | 6  | 16 | 22  | 4  |

### Beste Torhüterinnen

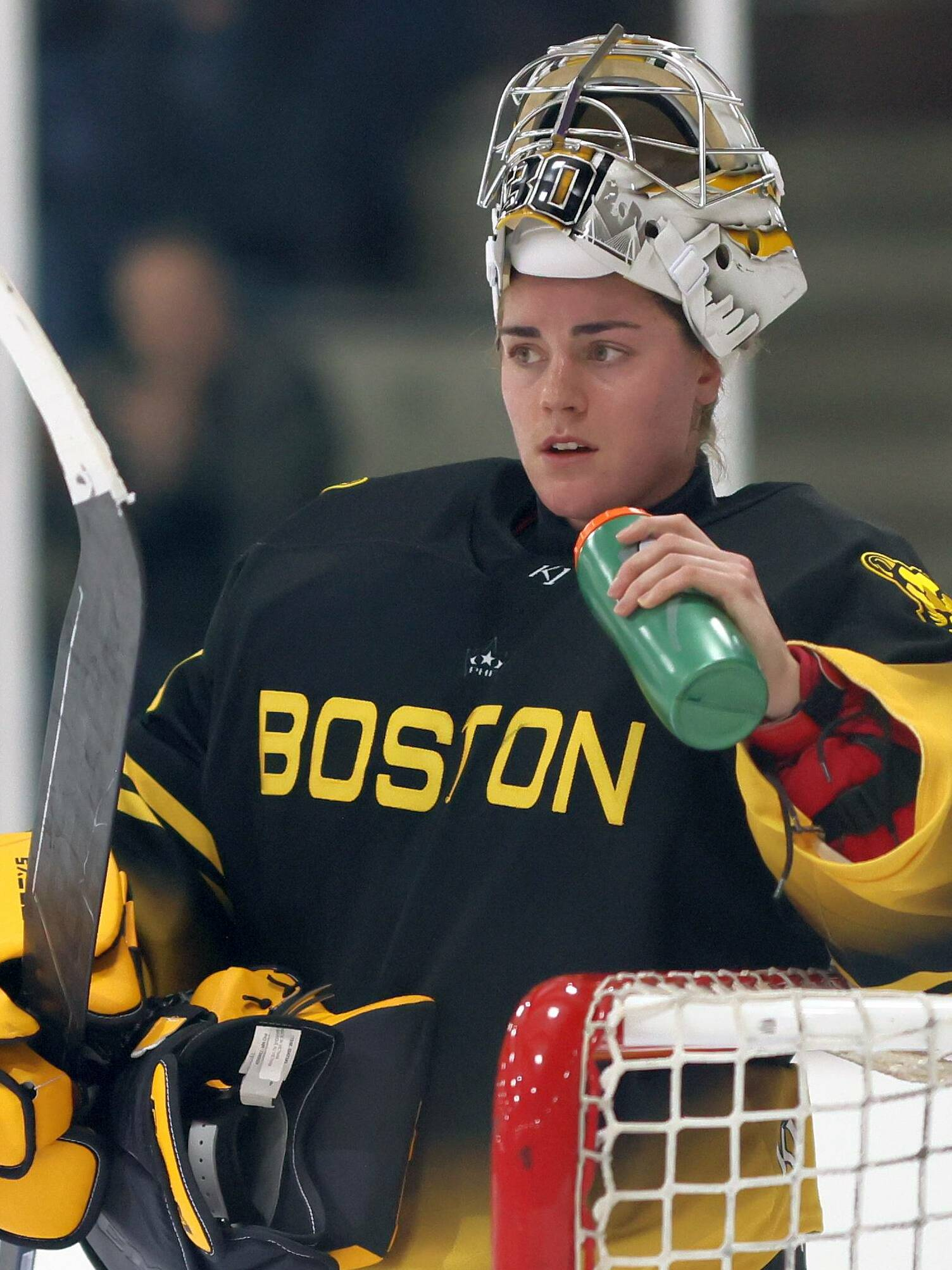
Corinne Schroeder war die statistisch beste Torhüterin der Saison

Quelle: eliteprospects.com; Abkürzungen: Sp = Spiele, Min = Eiszeit (in Minuten), GT = Gegentore, SO = Shutouts, Sv% = gehaltene Schüsse (in %), GTS = Gegentorschnitt; Fett: Bestwert
| Spieler           | Mannschaft            | Sp | Min     | S  | N | SaT | GT | SO | Sv%  | GTS  |
| ----------------- | --------------------- | -- | ------- | -- | - | --- | -- | -- | ---- | ---- |
| Corinne Schroeder | Boston Pride          | 22 | 1290:15 | 19 | 1 | 797 | 36 | 7  | 95,5 | 1,67 |
| Amanda Leveille   | Minnesota Whitecaps   | 17 | 1013:00 | 9  | 6 | 533 | 41 | 0  | 92,3 | 2,43 |
| Tricia Deguire    | Montreal Force        | 15 | 902:41  | 5  | 9 | 478 | 39 | 1  | 91,8 | 2,59 |
| Elaine Chuli      | Toronto Six           | 19 | 1127:00 | 12 | 5 | 591 | 49 | 2  | 91,9 | 2,58 |
| Kaitlin Burt      | Metropolitan Riveters | 11 | 647:00  | 5  | 5 | 308 | 30 | 0  | 90,3 | 2,78 |
| Abbie Ives        | Connecticut Whale     | 16 | 935:00  | 10 | 6 | 410 | 40 | 3  | 89,6 | 2,74 |

## Isobel-Cup-Playoffs
|  | Halbfinale | Halbfinale          | Halbfinale |  |  | Finale | Finale              | Finale |
|  |            |                     |            |  |  |        |                     |        |
|  |            |                     |            |  |  |        |                     |        |
|  | 1          | Boston Pride        | 0          |  |  |        |                     |        |
|  | 4          | Minnesota Whitecaps | 2          |  |  |        |                     |        |
|  |            |                     |            |  |  | 4      | Minnesota Whitecaps | 3      |
|  |            |                     |            |  |  | 2      | Toronto Six         | 4      |
|  | 2          | Toronto Six         | 2          |  |  |        |                     |        |
|  | 3          | Connecticut Whale   | 1          |  |  |        |                     |        |
|  |            |                     |            |  |  |        |                     |        |

### Halbfinale

#### Boston Pride – Minnesota Whitecaps
| 16. März 2023 19:00 Uhr (Ortszeit) | Boston Pride Becca Gilmore (14:26) Loren Gabel (16:51) | 2:5 (2:2, 0:0, 0:3) Spielbericht Stand: 0:1 | Minnesota Whitecaps Ronja Mogren (2:56) Jonna Albers (14:04) Jonna Albers (51:21) Sydney Brodt (58:41) Jonna Albers (59:23) | Bentley Arena, Waltham, Massachusetts |

| 18. März 2023 18:00 Uhr | Boston Pride Taylor Wenczkowski (6:19) | 1:4 (1:2, 0:0, 0:2) Spielbericht Stand: 0:2 | Minnesota Whitecaps Jonna Albers (8:05) Brittyn Fleming (10:56) Sidney Morin (43:04) Natalie Snodgrass (47:13) | Bentley Arena, Waltham, Massachusetts Zuschauer: 1.917 (ausverkauft) |

#### Toronto Six – Connecticut Whale
| 17. März 2023 15:00 Uhr | Toronto Six Emma Woods (17:35) Michela Cava (41:42) Michela Cava (46:21) | 3:5 (1:2, 0:1, 2:2) Spielbericht Stand: 0:1 | Connecticut Whale Justine Reyes (14:24) Melissa Samoskevich (15:15) Lenka Serdar (36:28) Taylor Girard (40:25) Taylor Girard (58:42) | Mattamy Athletic Centre, Toronto, Ontario |

| 18. März 2023 14:00 Uhr | Toronto Six Brittany Howard (26:21) Brittany Howard (28:55) Emma Woods (62:31) | 3:2 n. V. (0:1, 2:1, 0:0, 1:0) Spielbericht Stand: 1:1 | Connecticut Whale Kennedy Marchment (15:46) Taylor Girard (27:44) | Mattamy Athletic Centre, Toronto, Ontario |

| 20. März 2023 18:00 Uhr | Toronto Six Michela Cava (5:21) Leah Lum (20:32) Kati Tabin (49:18) | 3:0 (1:0, 1:0, 1:0) Spielbericht Stand: 2:1 | Connecticut Whale | Mattamy Athletic Centre, Toronto, Ontario |

### Finale
Im Finale setzten sich die Toronto Six gegen die Minnesota Whitecaps durch und gewannen erstmals den Isobel Cup.
| 26. März 2023 21:00 Uhr | Toronto Six Dominika Lásková (7:22) Breanne Wilson-Bennett (30:27) Taylor Woods (47:56) Tereza Vanišová (64:23) | 4:3 n. V. (1:0, 1:2, 1:1, 1:0) Spielbericht | Minnesota Whitecaps Brittyn Fleming (24:02) Brooke Madsen (36:06) Jonna Albers (40:20) | Mullett Arena, Tempe, Arizona Zuschauer: 1.500 |

## Auszeichnungen
- MVP der regulären Saison: Loren Gabel (Boston Pride)
- Topscorerin: Loren Gabel (Boston Pride)
- Playoff-MVP: Michela Cava (Toronto Six)
- Final-MVP: Tereza Vanišová (Toronto Six)